# RAF Greenham Common

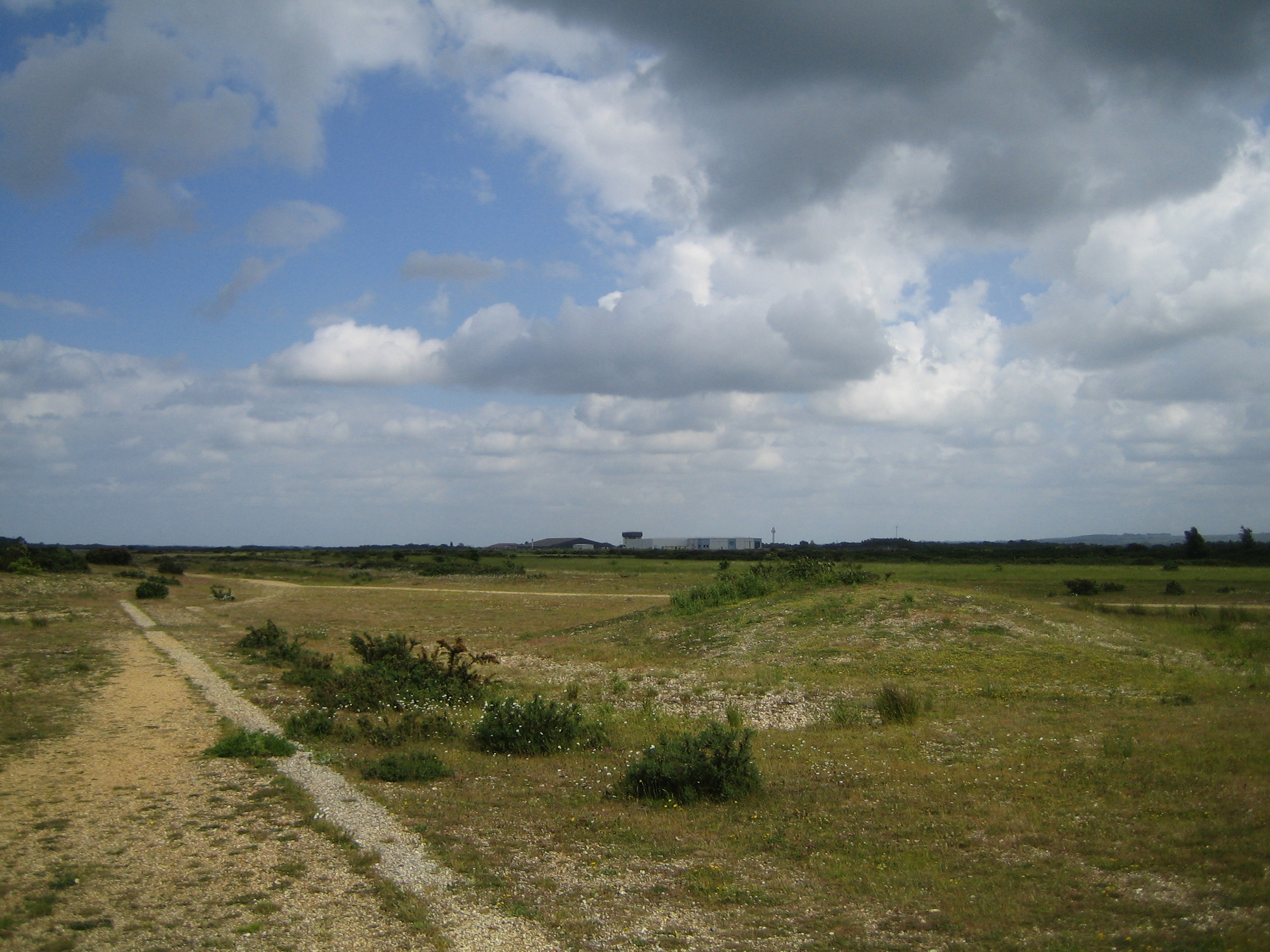
Greenham Common en 2005. Les hangars sont visibles au loin.

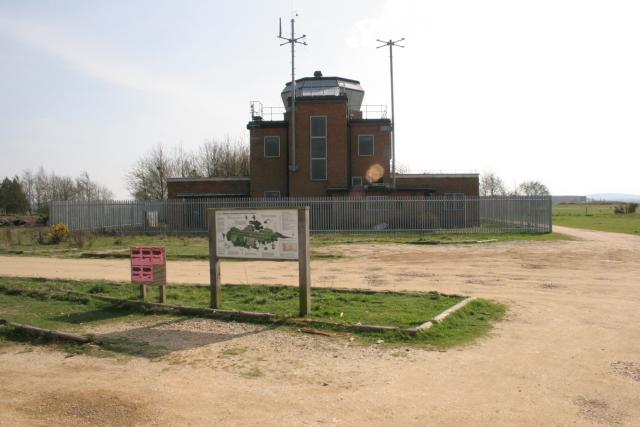
La tour de contrôle avant rénovation.

La Royal Air Force Greenham Common ou RAF Greenham Common est une ancienne base aérienne de la Royal Air Force dans le Berkshire, en Angleterre. L'aérodrome est situé au sud-est de Newbury, Berkshire, à environ 55 milles (89 kilomètres) à l'Ouest de Londres. 
Ouvert en 1942, il est utilisé à la fois par la Royal Air Force et les United States Army Air Forces pendant la Seconde Guerre mondiale et par la United States Air Force pendant la Guerre froide, également comme base d'armes nucléaires. Après la fin de la guerre froide, il est fermé en septembre 1992.  
L'aérodrome est également connu pour le camp de femmes pour la paix qui se tient devant ses portes dans les années 1980 pour protester contre le stationnement de missiles de croisière sur la base.  
En 1997, Greenham Common est transformé en parc public, ce qui lui permet de retrouver son statut d'avant la Seconde Guerre mondiale. Greenham et Crookham Commons (en) sont devenus un site d'intérêt scientifique particulier.

## Histoire
Avant la construction d'un aérodrome, Greenham Common (en) est un immense terrain communal. Une bataille de guerre civile anglaise se déroule à cet endroit en 1643. Un siècle plus tard, le lieu sert de campement à 6 000 soldats anglais avant la bataille de Culloden. 

### Seconde Guerre mondiale
Le domaine de Greenham est acheté par le Ministère de l'Air en mai 1941 auprès du conseil municipal de Newbury,,. Le site est initialement prévu pour être une aérodrome satellite de la base aérienne d'Aldermaston,. L'aérodrome est construit durant l'été 1942 et comprend trois pistes,.
La première unité affectée sur ce site en septembre 1942 est le quartier général de la 51st Troop Carrier Wing (en). Elle contrôle les trois groupes de transport de troupes à RAF Keevil (en) (62e TCG), RAF Aldermaston (en) (60e TCG) et RAF Ramsbury (en) (64e TCG) au sein de la Douzième Force aérienne. Une zone située à l'est de Bowdown House, un manoir situé à l'extrémité nord-est de l'aérodrome, est utilisée comme « entrepôt de bombes ». Le QG de la 51e TCW suit ses groupes en Afrique du Nord dans le cadre de l'opération Torch en novembre 1942.  
Fin 1943, l'aérodrome de Greenham Common est transféré à la neuvième force aérienne de l'USAAF. Un détachement précurseur américain arrive bientôt pour préparer l'aérodrome aux nouvelles unités. Greenham Common est alors connu sous le nom de USAAF Station AAF-486.
Fin 1943, les groupes de transporteurs de troupes arrivent au Royaume-Uni et sont déployés dans la région de Greenham. À la même époque, Greenham Common est utilisé par la neuvième force aérienne pour les groupes de chasseurs arrivant des États-Unis.  
Le 4 novembre, le 354e escadron de chasse arrive en provenance de base aérienne de l'armée de terre de Portland (en), dans l'Oregon. Il n'est resté à Greenham Common que quelques jours, avant d'être transféré à RAF Boxted (en) dans l'Essex, le 13 novembre.  Le pilotes formés sur Bell P-39 Airacobra devaient y être réentrainés et rééquipés sur P-51 Mustang nord-américain. 
Le 13 janvier 1944, le 368e escadron de chasse arrive de Farmingdale, New York, équipé de Republic P-47 Thunderbolts. Il est composé des 395e (code fuselage A7), 396e (C2) et 397e (D3) escadrilles de chasse. Le 368e est un escadron de la 71e escadre de chasse de la 9e armée de l'air, du IXe commandement aérien tactique. Le 368th FG s'installe à RAF Chilbolton (en) le lendemain. 

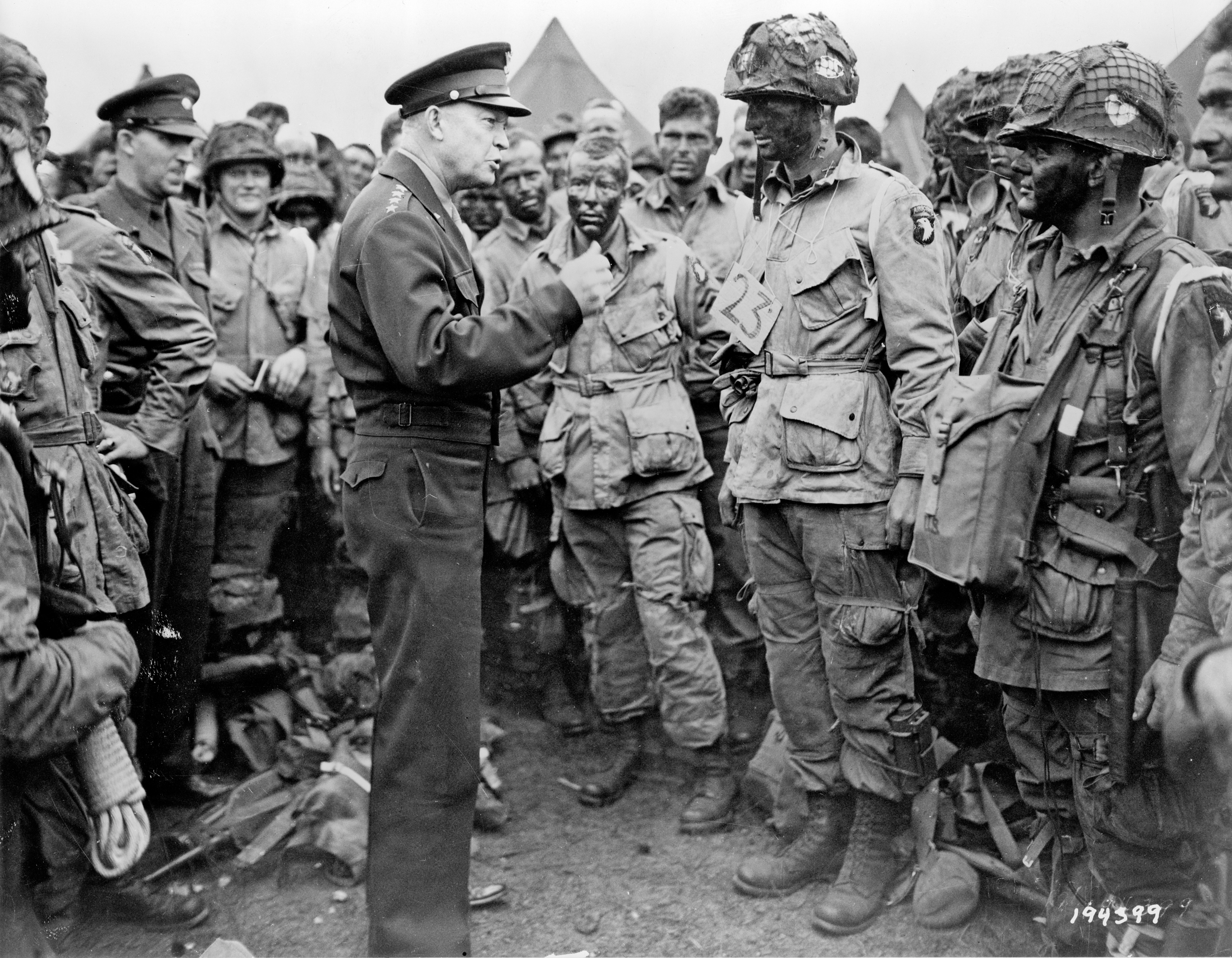
Le général Dwight D. Eisenhower s'adresse à la compagnie E, 502th Parachute Infantry Regiment (Strike), à Greenham Common Airfield vers 8h30 de l'après-midi du 5 juin 1944.

Le 438e escadron de transporteur de troupes arrive à Greenham Common depuis RAF Langar (en) au moment du départ du 368e. Pilotant des Douglas C-47 Skytrain, il est composé des 87e (3X), 88e (M2), 89e (4U), 90e (Q7) et 94e (D8) escadrilles de transport de troupes. Le 438e est un groupe de la 53e escadre de transport de troupes de la 9e armée de l'air du IXe commandement des transporteurs de troupes. L'unité déménage à Prosnes en France en février 1945.
Le 5 juin 1944, le général Dwight D. Eisenhower se rend sur la base et assiste au départ des premières troupes vers la France dans le cadre de l'opération Overlord. Ce soir là, 81 avions décollent de l'aérodrome transportant 1 430 hommes de la 101e division aéroportée  qui seront parachutés sur Carentan,. Il prononce de l'aérodrome son célèbre discours adressé aux troupes,.

### Guerre froide
Après la fin de la Seconde Guerre mondiale, la base sert de camp d'entrainement de la Royal Air Force avant d'être officiellement fermée, le 1er juin 1946. Le début de la guerre froide entraîne la réactivation de la base en avril 1951 et sa mise à disposition par les autorités britanniques à l'US Air Force le 18 juin 1951,. D'importants travaux sont alors mis en oeuvre. Les anciennes pistes sont détruites et une seule piste d'une longueur de 3 000 mètres est construite.
L'aérodrome relève de la 7e division aérienne du Strategic Air Command. Les premières troupes arrivent sur site en mars 1954 et de nombreux déploiements temporaires de B-47 Stratojets se déroulent dans les dix années qui suivent. La base est fermée le 30 juin 1964, au grand soulagement des résidents locaux, gênés par les bruits très importants des avions. Elle est rétrocédée à la RAF le lendemain.

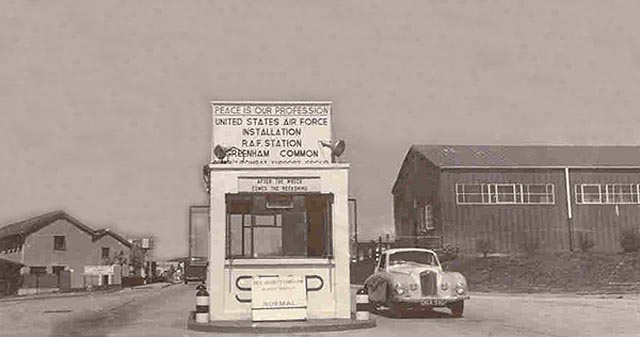
Porte de la RAF Greenham Common, 1961.

La base de Greenham Common est rouverte en janvier 1967, à la suite de la fermeture des bases américaines en France, pour des opérations de transport de matériel et de personnel,. Le site est ensuite principalement utilisé comme installation de tri et de stockage du courrier sous le contrôle administratif du 7551e Groupe de soutien au combat. Elle est réouverte en janvier 1967, à la suite de la fermeture des bases américaines en France, pour des opérations de transport de matériel et de personnel,. A partir de 1973, la base accueille l'Royal International Air Tattoo, un spectacle aérien militaire international de grande envergure.
En avril 1977, des discussions débutent entre l'US Air Force et le ministère de la défense britannique pour réactiver la base de Greenham Common et y installer des Boeing KC-135 Stratotanker de Ravitaillement en vol et des travaux d'extension des pistes débutent en août. La forte opposition locale et la crainte d'un survol de l'Atomic Weapons Establishment entraîne le véto du secrétaire britannique à la Défense Fred Mulley,.
À la suite de la décision de l'OTAN de 1979 sur la double voie, en juin 1980, la RAF Greenham Common est choisie comme l'une des deux bases britanniques pour le missile de croisière mobile à armement nucléaire BGM-109G Gryphon lancé depuis le sol (GLCM) de l'USAF, dérivé du BGM-109 Tomahawk lancé depuis la mer. Certains missiles sont déployés à la RAF Molesworth, mais la majorité des GLCM sont déployés à la RAF Greenham Common.

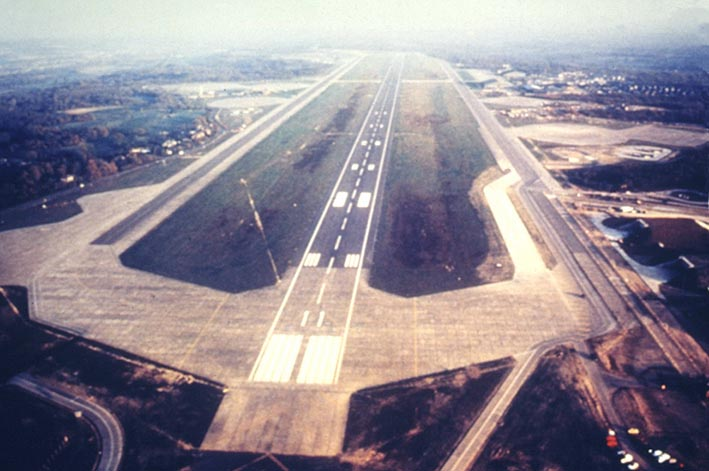
Greenham Common à la fin des années 1980.

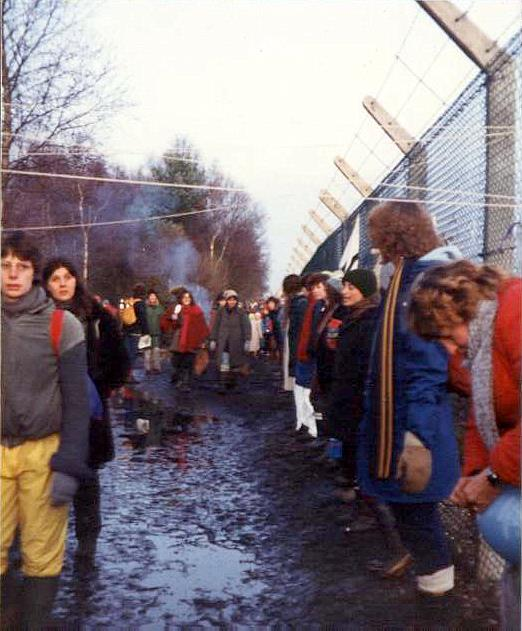
Le 12 décembre 1982, 30000 femmes se tenaient la main autour des périmètre de la base, pour protester contre la décision d'y installer des missiles de croisière américains.

Le Camp de femmes pour la paix de Greenham Common est créé en 1981 pour protester contre le déploiement des missiles de croisière. Les manifestantes sont connues sous le nom de « femmes de Greenham » ou « femmes pacifistes », et leur protestation, qui dure jusqu'à la fermeture de la base, attire l'attention des médias et de l'opinion publique du monde entier,.
Après avoir été équipée des nouvelles armes, la 501e escadre de missiles tactiques est activée à Greenham Common le 1er juillet 1982.
Après la ratification du traité sur les forces nucléaires à portée intermédiaire par le président américain Ronald Reagan et le secrétaire général du PCUS Mikhaïl Gorbatchev en juin 1988, les derniers GLCM de la RAF Greenham Common sont retirés en mars 1991 et la 501e escadre de missiles tactiques est désactivée en mai 1991[22]. Le 11 septembre 1992, l'USAF restitue la RAF Greenham Common au ministère de la Défense.

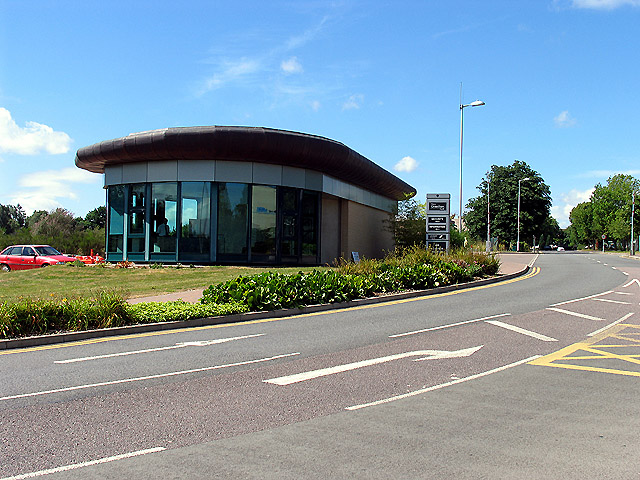
Entrée au New Greenham Park.

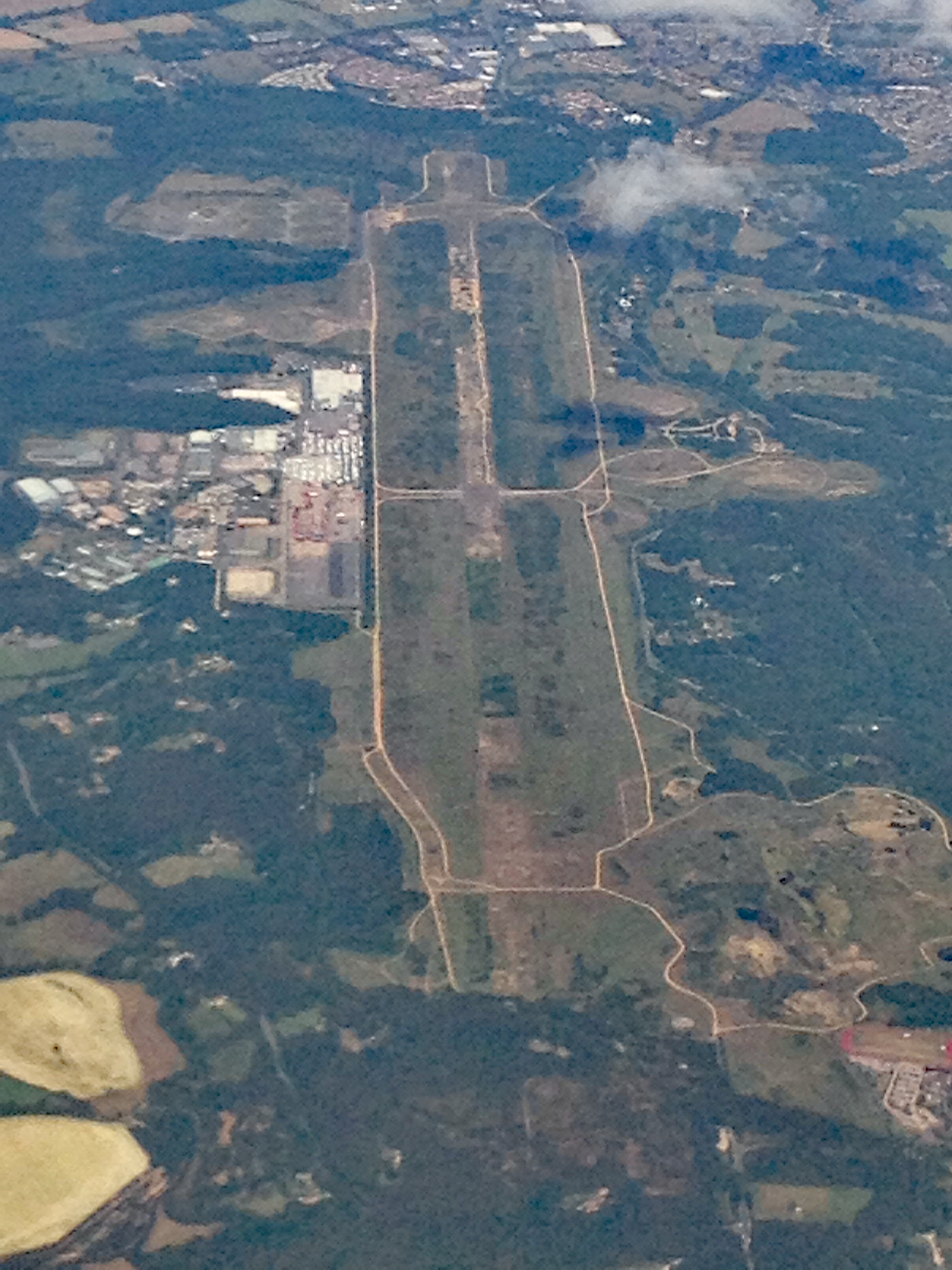
Vue aérienne de l'ancienne piste de RAF Greenham Common, vue d'est en ouest, août 2014.

### Retour à l'activité civile
En 1997, Greenham Common est désigné comme parc public, retrouvant ainsi son statut d'avant la Seconde Guerre mondiale, mais avec des restrictions. Greenham and Crookham Commons est devenu un site d'intérêt scientifique particulier. Le bétail des fermes locales est autorisé à paître sur le terrain communal et s'égare souvent sur la route adjacente de Burys Bank.
La tour de contrôle de l'époque de la guerre froide, située sur le côté nord de la piste, est un des rares bâtiments restants de l'ancienne base aérienne. Laissée à l'abandon, le conseil paroissial de Greenham l'achète en avril 2014 avec l'intention de la transformer en café et en centre d'accueil des visiteurs, ce qui a été retardé à plusieurs reprises par des problèmes politiques et de construction, jusqu'à ce qu'elle soit finalement ouverte au public en septembre 2018,.
La tour de contrôle comprend trois étages, avec le café au rez-de-chaussée et un centre pour les visiteurs au premier étage, qui abrite une exposition permanente sur l'histoire de la guerre froide à Greenham Common et un espace d'exposition temporaire. La zone d'observation du dernier étage offre une vue panoramique sur le Greenham Common.
Depuis son ouverture en 2018, la tour de contrôle a accueilli de nombreuses expositions sur l'histoire de Greenham Common et de ses environs. Parmi ces expositions, citons « Both Sides of the Fence » en 2021, qui marquait les 40 ans de l'arrivée des Greenham Peace Women sur la base aérienne.

## Accident nucléaire présumé
Le 28 février 1958, un B-47E du 310th Bombardment Wing (en) rencontre des problèmes peu de temps après le décollage et largue ses deux réservoirs de carburant externes de 1 700 gallons, soit environ 6 400 litres. L'un des réservoirs a heurté un hangar tandis que l'autre heurte le sol à 20 mètres derrière un avion en stationnement. e B-47E en stationnement, immatriculé 53-6216, qui était en cours de ravitaillement en carburant et avait un pilote à bord, est la proie des flammes et, deux membres du personnel au sol sont tués et deux autres blessés. L'avion incendié transportait une bombe nucléaire B28 de 1,1 mégatonne (4,6 PJ). L'incendie a mis seize heures à s'éteindre en utilisant plus d'un million de gallons d'eau (4,5 million de litres), en partie à cause des alliages de magnésium utilisés dans l'avion. Bien que deux hommes aient été tués et huit soient blessés, les gouvernements américain et britannique ont gardé le secret de l'accident : jusqu'en 1985, le gouvernement britannique affirme qu'un avion en circulation avait heurté un avion stationné et qu'aucun incendie d'ampleur n'avait eu lieu,,.  
Deux scientifiques, F. H. Cripps et A. Stimson, qui travaillaient tous deux pour l'Atomic Weapons Establishment à Aldermaston, déclarent dans un rapport secret de 1961, rendu public par le CND en 1996, que l'incendie a déclenché les explosifs de l'arme nucléaire, que le plutonium et les oxydes d'uranium s'étaient éparpillés sur une large zone, les feuillages jusqu'à 13 km à la ronde étaient contaminés par de l'uranium 235, et qu'ils ont découvert de fortes concentrations de contamination radioactive autour de l'aérodrome avaient découvert de fortes concentrations de contamination radioactive autour de la base aérienne.
Une étude radiologique commandée en 1997 par les conseils des districts de Newbury et de Basingstoke and Deane n'a trouvé aucune preuve d'un accident nucléaire à Greenham Common, suggérant que les déclarations de Cripps et Stimson étaient fausses. L'étude, qui dure sept mois, est réalisée par l'unité consultative des géosciences de l'université de Southampton et combine un détecteur de rayons gamma monté sur un hélicoptère et une étude au sol. L'équipe analyse près de 600 échantillons prélevés dans le sol, les sédiments lacustres, l'eau de forage, la poussière domestique, le tarmac des pistes d'atterrissage et le béton, à la recherche d'isotopes d'uranium et de plutonium. Aucune preuve d'un accident impliquant des armes nucléaires n'est trouvée sur l'ancienne base aérienne, bien que l'étude au sol ait détecté une contamination à l'uranium de faible niveau autour de l'Atomic Weapons Establishment à Aldermaston, dont on pense qu'elle provient de cette installation, et que l'étude par hélicoptère ait trouvé quelques anomalies autour du Laboratoire Harwell.
Une étude est réalisée, en 1999, sur les liens entre les leucémies infantiles dans le West Berkshire, et la fuite présumée d'uranium enrichi lors de l'accident. Dans ses conclusions, elle indique que l'excès d'uranium découvert sur la zone n'a pas de lien avec les cas de leucémies.

## Lieu de tournage

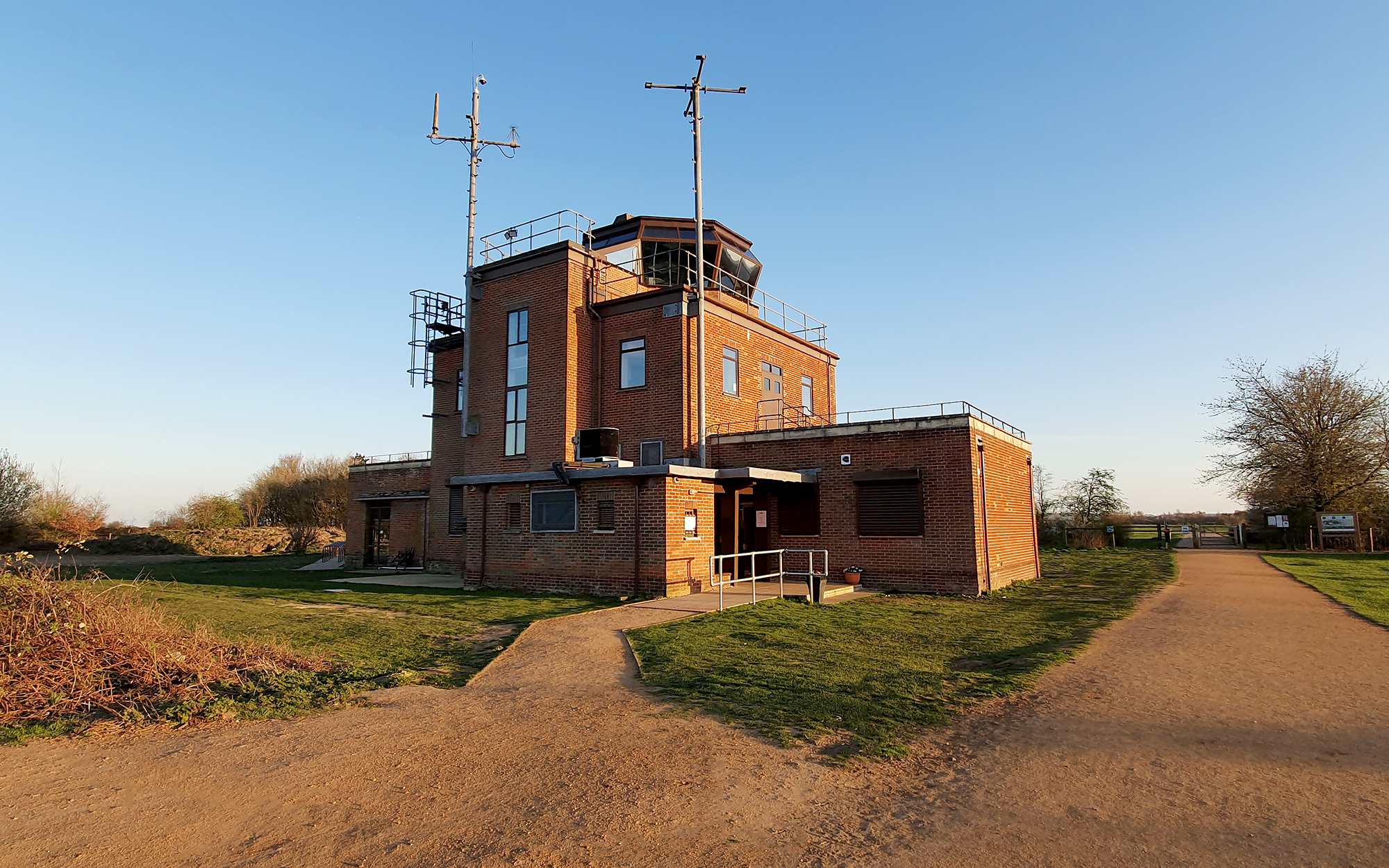
La tour de contrôle après rénovation.

L'aérodrome est utilisé dans la sixième série de La Brigade du courage. L'équipe de production construit une station-service et un restaurant qui sont utilisés lors d'un incident majeur dans l'épisode 7
Un épisode de l'émission Top Gear de la BBC est tourné sur l'aérodrome abandonné, dans lequel Jeremy Clarkson et James May tentent de découvrir si le communisme a donné naissance à une bonne voiture.
Le terrain d'aviation est utilisé par Beyoncé pour filmer des scènes de son album éponyme sorti en 2013.
L'aérodrome de Greenham Common sert de lieu de tournage pour les films Star Wars : Star Wars, épisode VII : Le Réveil de la Force de 2015 et Star Wars, épisode VIII : Les Derniers Jedi de 2017. La zone GAMA (GLCM Alert and Maintenance Area) est représentée à l'écran comme la base de la Résistance en surface sur la planète fictive D'Qar. En 2023, la base est à nouveau utilisée pour le tournage de la deuxième saison de la série télévisée Andor.
L'aérodrome est également utilisé comme lieu de tournage pour le film Fast and Furious 9 sorti en 2019 et pour le film Agent Stone sorti en 2023.